# K-391 Bratsk
K-391 Bratsk je podmornica razreda Ščuka-B Ruske vojne mornarice. Njen gredelj je bil položen 23. februarja 1988, splavljena je bila 14. aprila 1989, v uporabo pa je bila predana 29. decembra 1989 in postala je del 45. divizije podmornic Tihooceanske flote v Viljučinsku. 13. aprila 1993 je prejela ime Kit, 10. septembra 1997 pa je bila preimenovana v Bratsk.
Med 10. septembrom in 25. novembrom 1991, med 30. septembrom in 31. decembrom 1993 ter leta 1996 je opravila bojna patruljiranja.
1. maja 1998 je bila 45. divizija podmornic razpuščena in podmornica je postala del 10. divizije podmornic.
Od leta 2003 ni aktivna, od leta 2014 pa je na modernizaciji v ladjedelnici Zvjozdočka v Severodvinsku. Podmornica naj bi bila leta 2026 posojena Indiji.